# Sztajerek
Sztajerek, sztajer – taniec ludowy w metrum trójmiarowym, upowszechniony w folklorze miejskim i wiejskim (np. Rzeszowskie, Pieniny).
Nazwa sztajer wywodzi się od Styrii – regionu w Austrii.